# Nanto (Venetien)

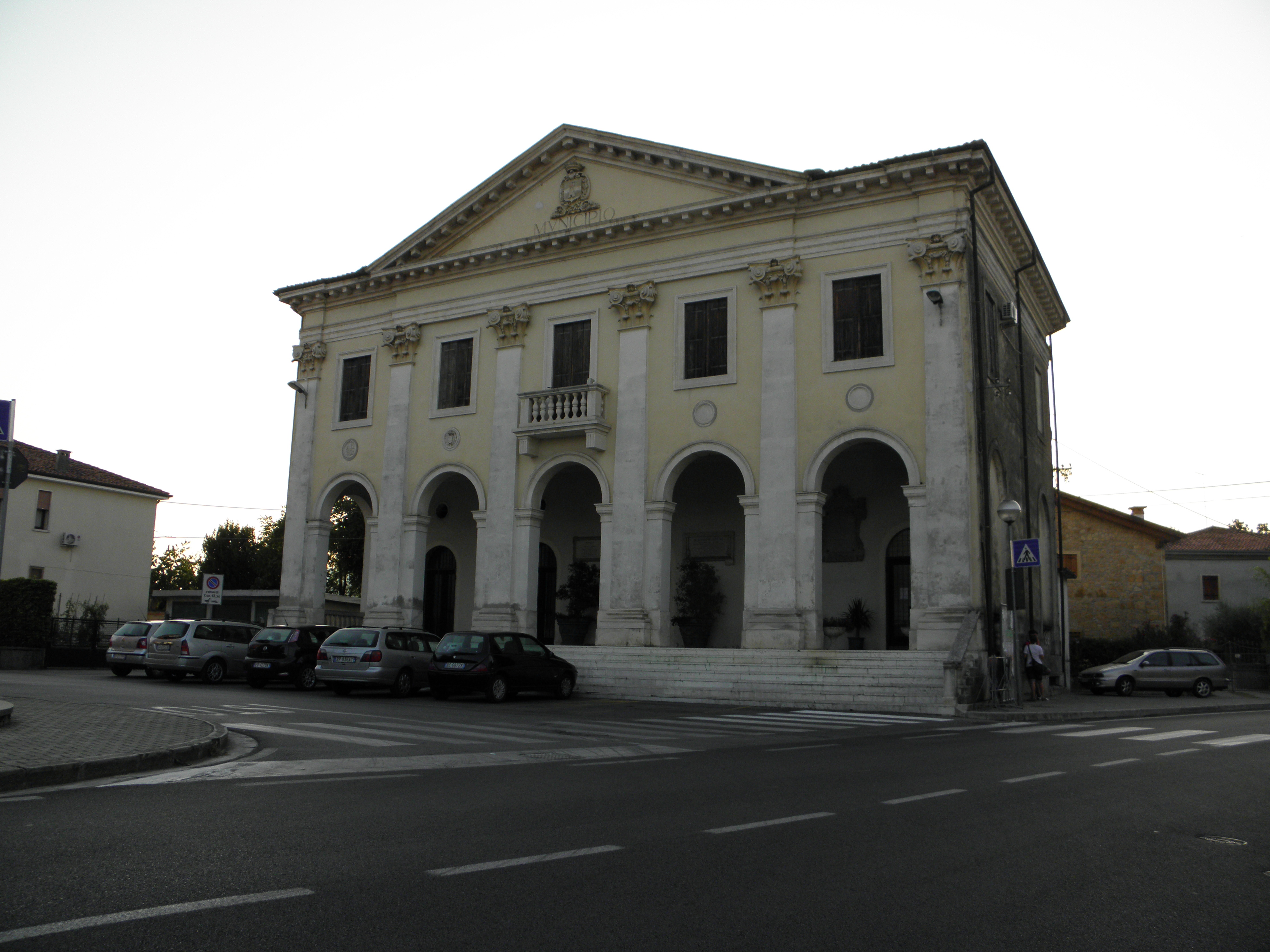
Der Palazzo civico im Ortsteil Ponte di Nanto

Nanto ist eine nordostitalienische Gemeinde (comune) mit 3078 Einwohnern (Stand 31. Dezember 2023) in der Provinz Vicenza in Venetien. Die Gemeinde liegt etwa 13 Kilometer südlich von Vicenza in den Colli Berici.

## Verkehr
Durch Nanto führt die frühere Strada Statale 247 Riviera (heute eine Provinzstraße) von Vicenza nach Este.